# Chloral
Chloral oder Trichloracetaldehyd ist eine chemische Verbindung aus der Gruppe der Aldehyde. Es ist neben dem Monochloracetaldehyd und Dichloracetaldehyd einer der drei möglichen chlorierten Acetaldehyde.

## Darstellung und Gewinnung
Die industrielle Herstellung von Chloral erfolgt durch die Chlorierung von Acetaldehyd.
{\displaystyle \mathrm {CH_{3}CHO+3\,Cl_{2}\rightarrow CCl_{3}CHO+3\,HCl} }
Die Synthese kann auch vom Ethanol ausgehen. Dabei ist eine entsprechend höhere Menge an Chlor notwendig, um intermediär das Ethanol zum Acetaldehyd zu oxidieren.
{\displaystyle \mathrm {CH_{3}CH_{2}OH+4\,Cl_{2}\rightarrow CCl_{3}CHO+5\,HCl} }

## Eigenschaften
In reiner Form liegt es als ölige, farblose Flüssigkeit vor, die unter Normaldruck bei 97,8 °C siedet. Die Dampfdruckfunktion ergibt sich nach Antoine entsprechend log10(P) = A−(B/(T+C)) (P in Torr, T in °C) mit A = 4,32856, B = 1466,442 und C = −31,765 im Temperaturbereich von 235 bis 370 K.  Chloral-Dämpfe sind schwerer als Luft. Sobald Chloral mit Wasser in Kontakt kommt, bildet sich Chloralhydrat, ein Aldehydhydrat. Hier handelt es sich um ein stabiles geminales Diol. Dieses ist eine der wenigen Verbindungen, die der Erlenmeyer-Regel widersprechen. Die Umsetzung zum Chloralhydrat verläuft mit einer molaren Reaktionsenthalpie von −51,76 kJ·mol−1 exotherm.
{\displaystyle \mathrm {CCl_{3}CHO+H_{2}O\rightarrow CCl_{3}CH(OH)_{2}} }
Mit Alkoholen werden die entsprechenden Hemiacetale gebildet.
{\displaystyle \mathrm {CCl_{3}CHO+ROH\rightarrow CCl_{3}CH(OH)OR} }
Die für Aldehyde typischen durch Basen katalysierte Kondensationsreaktionen sind mit Chloral nicht möglich. Hier erfolgt bei Einwirkung von Basen eine Spaltung der C-C-Bindung unter Bildung von Chloroform.
{\displaystyle \mathrm {CCl_{3}CHO+NaOH\rightarrow CHCl_{3}+HCO_{2}Na} }
{\displaystyle \mathrm {CCl_{3}CHO+R_{2}NH\rightarrow CHCl_{3}+HCONR_{2}(R=Alkyl)} }

## Verwendung
Die Verbindung ist ein Grundstoff für die Herstellung von Chloralhydrat und Pestiziden wie z. B. DDT.

## Toxikologie
Chloral und konzentrierte Chlorallösungen können an Haut und Schleimhäuten Verätzungen verursachen. Chlorallösungen mit mehr als 10 bis 15 % rufen beim Menschen Hautsensibilisierungen hervor. Das Einatmen von Chloraldämpfen führt zu Reizhusten und Erstickungsanfällen. In schweren Fällen kann der gesamte Atemtrakt geschädigt werden, einige Zeit nach Kontakt mit Chloraldämpfen kann auch ein toxisches Lungenödem auftreten. In den Atemwegen kann Chloral allergen wirken.